# أوستن هيلي 100
أوستن هيلي 100 هي سيارة رياضية صنعت بواسطة شركة أوستن هيلي من عام 1953 حتى عام 1956.
استنادًا إلى المكونات الميكانيكية لسيارة أوستن A90 أتلانتيك، طوّر دونالد هيلي سيارة أوستن-هيلي 100 انطلاقًا من سيارته الرياضية السابقة ناش هيلي ذات البابين، والتي كانت تعتمد آنذاك على أجزاء ميكانيكية من شركة ناش. وقد تم تطوير السيارة الجديدة لإنتاجها داخليًا ضمن شركة هيلي الصغيرة لتصنيع السيارات في مدينة وورويك.
طلب دونالد هيلي من شركة تيكفورد تصنيع نموذج واحد من سيارة هيلي 100 ليتم عرضه في معرض لندن للسيارات عام 1952. وقد نال التصميم إعجاب ليونارد لورد، المدير الإداري لشركة أوستن، الذي كان يبحث في ذلك الوقت عن بديل لسيارة A90 التي لم تحقق النجاح المطلوب.
تولى جيري كوكر تصميم شكل الهيكل الخارجي للسيارة، بينما قام باري بيلبي بتصميم الهيكل السفلي اعتمادًا على قضبان طولية ودعامات متقاطعة، بهدف تحقيق صلابة هيكلية كافية يمكن تثبيت جسم السيارة عليها. وابتكر الفريق أسلوبًا هندسيًا مميزًا بلحام الحاجز الأمامي مباشرةً إلى الإطار لتوفير قوة إضافية.
وللحفاظ على انخفاض ارتفاع السيارة الكلي، جرى تثبيت المحور الخلفي بطريقة منخفضة، حيث يمر الإطار السفلي للهيكل أسفل مجموعة المحور الخلفي، ما ساعد في تعزيز مركز الثقل وتحسين الأداء الديناميكي للسيارة.
أبرم لورد صفقة مع هيلي لتصنيعها بكميات كبيرة؛ وتم تزويد هياكل السيارات التي تصنعها شركة جينسن موتورز بمكونات ميكانيكية في مصنع لونجبريدج في أوستن. تمت إعادة تسمية السيارة إلى أوستن هيلي 100.
تم تسمية السيارة "100" من قبل هيلي بسبب قدرة السيارة على الوصول إلى 100 ميل/س (160 كم/س) الساعة؛ خليفتها، أوستن هيلي 3000 الأكثر شهرة، سُميت بهذا الاسم نسبةً إلى ما يقرب من 3000 إزاحة محركها سم مكعب. 
وباستثناء أول عشرين سيارة أُنتجت، جرى استكمال تصنيع سيارات أوستن-هيلي 100 في مصنع لونجبريدج التابع لشركة أوستن، جنبًا إلى جنب مع طراز A90. وقد استُخدمت في الإنتاج وحدات هيكل مكتملة الطلاء من نوع "هيكل/هيكل" (body/chassis)، قامت بإنتاجها شركة جينسن في ويست برومويتش، وذلك ضمن ترتيب صناعي كانت الشركتان قد جربتاه سابقًا خلال تطوير سيارة أوستن A40 سبورت. وإجمالا، أنتجت 14,634 سيارة من طراز أوستن-هيلي 100.
كانت سيارة أوستن-هيلي 100 الأولى ضمن سلسلة مكونة من ثلاثة طرازات أصبحت تُعرف لاحقًا باسم "بيغ هيليز" (Big Healeys)، وذلك لتمييزها عن سيارة أوستن-هيلي سبرايت الأصغر حجمًا.
وغالبًا ما يُشار إلى سيارات "بيغ هيليز" باستخدام رموز النماذج المكوّنة من ثلاثة أحرف بدلاً من أسمائها التجارية، نظرًا لأن التسميات التجارية لم تكن تعكس بدقة الفروقات والتشابهات الميكانيكية بين الطرازات المختلفة ضمن السلسلة.

## بي إن 1

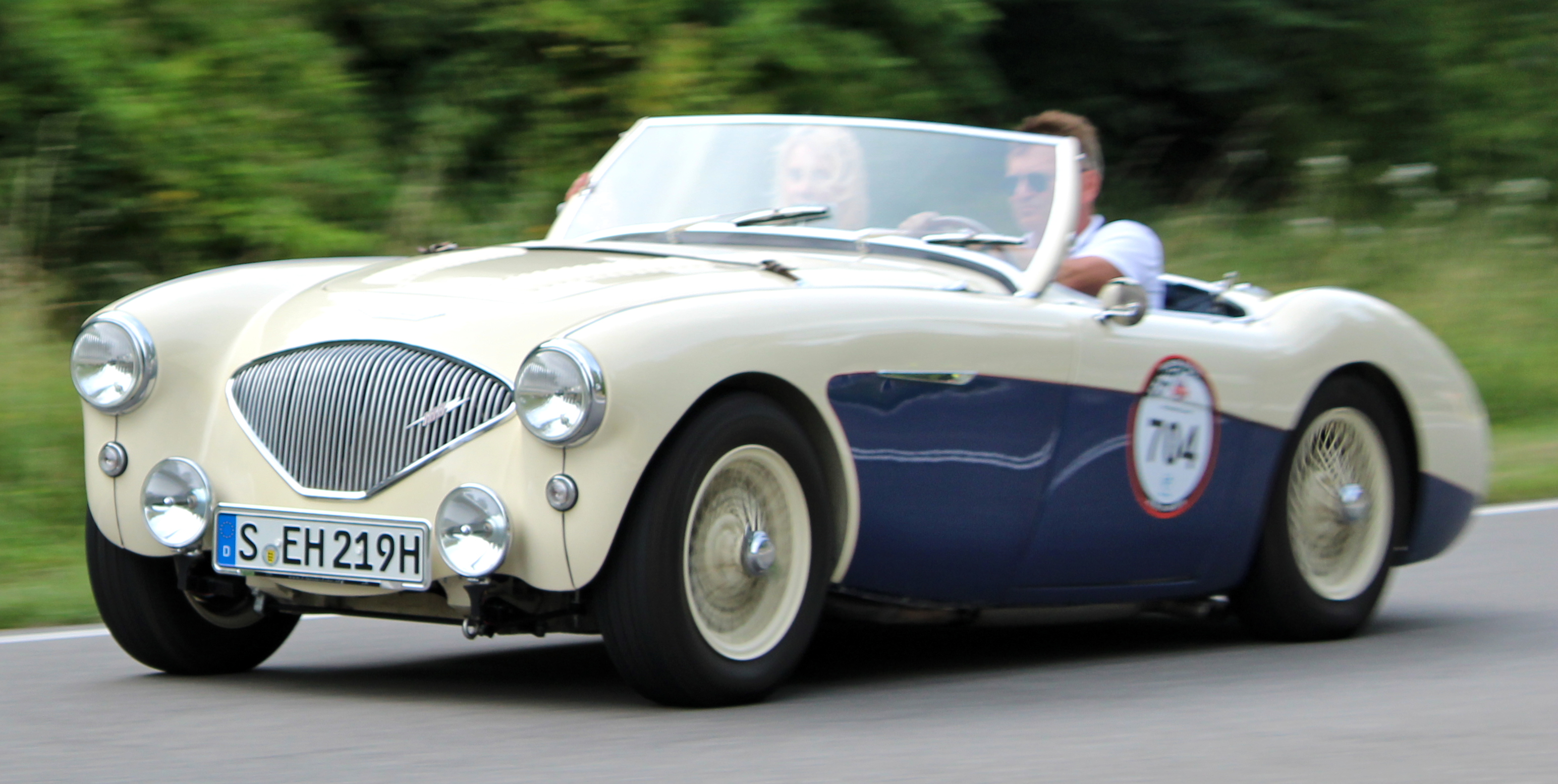
أوستن هيلي بي إن ون 100

تم تجهيز أول طراز من سيارة أوستن-هيلي 100، والذي يحمل رمز "BN1"، بنفس المحرك المُستخدم في سيارة أوستن A90، وهو محرك رباعي الأسطوانات (I4) بسعة 2.6 لتر (2660 سم³)، بقطر أسطوانة يبلغ 87.3 مم (3.4 بوصة) وشوط قدره 111.1 مم (4.4 بوصة)، ويُنتج قدرة 90 حصانًا ميكانيكيًا (67 كيلوواط).
أما ناقل الحركة، فقد كان يدويًا كما في سيارة A90، لكنه خضع لتعديلات، حيث أصبح ناقل حركة ثلاثي السرعات مزودًا بآلية زيادة السرعة في السرعتين الثانية والثالثة.
زُوّدت السيارة بفرامل أسطوانية بقياس 11 بوصة (279.4 مم) على جميع العجلات. وتم تصميم نظام التعليق باستخدام أجزاء معدلة من سيارة أوستن A90 بهدف تقليل التكاليف مع الحفاظ على الفاعلية. واعتمد نظام التوجيه على تقنية أوستن المعروفة بـ"الدودي والوتدي".
كان التعليق الأمامي مستقلًا، يتألف من ذراعات مزدوجة علوية مع نوابض لولبية، أما في الخلف فكان يحتوي على محور صلب مع نوابض أوراق شبه إهليلجية، مما وفر توازنًا جيدًا بين الراحة والثبات.
اختبرت مجلة The Motor سيارة BN1 عام 1953، حيث بلغت سرعتها القصوى 106 ميل في الساعة (171 كيلومترًا في الساعة). وتمكنت السيارة من التسارع من صفر إلى 60 ميل في الساعة (97 كيلومترًا في الساعة) خلال 11.2 ثانية.
أما معدل استهلاك الوقود فبلغ 22.5 ميل لكل جالون إمبراطوري (ما يعادل 12.6 لتر لكل 100 كيلومتر أو 18.7 ميل لكل جالون أمريكي). وسجلت تكلفة السيارة النموذجية في الاختبار مبلغ 1063 جنيهًا إسترلينيًا شاملة الضرائب. 
تم تصنيع ما مجموعه 10,030 سيارة من طراز بي إن 1 خلال الفترة من مايو 1953 وحتى أغسطس 1955، حين تم استبدالها بطراز بي إن 2. وتُعرض سيارة بي إن 1 موديل 1954 (برقم هيكل #446766*4) بشكل دائم في معرض بونفيل سولت فلاتس داخل متحف سيمين فاونديشن أوتوموتيف الواقع في مدينة فيلادلفيا بولاية بنسلفانيا، الولايات المتحدة الأمريكية.